# Комендер, Януш
Януш Антоний Комендер (Janusz Antoni Komender) (24 марта 1931, Пястув — 17 марта 2024, Варшава) — польский врач, специалист по трансплантации и сохранению тканей. Министр здравоохранения и социального обеспечения в правительстве Збигнева Месснера (1987—1988). С 2007 года — действительный член Польской академии наук.
В 1955 году окончил медицинский факультет Варшавского медицинского университета и там же начал свою медицинскую карьеру. В 1963 году получил степень доктора наук. В 1970—2001 годах заведующий кафедрой трансплантологии и Центральным банком тканей, 1981—1984 годах декан Первого лечебного факультета. В 1984—1987 гг. проректор по науке. В 1980 году присвоено звание профессора.
С 24 октября 1987 по 14 октября 1988 года министр здравоохранения и социального обеспечения в правительстве Збигнева Месснера.
С 1991 года — член-корреспондент, в 1997—2002 гг. — председатель Отделения медицинских наук, с 2007 года — действительный член Польской академии наук. В 1993—2000 гг. — член Национального совета по трансплантации. В 1993—2001 гг. вице-президент Европейской ассоциации банков тканей (EATB).
Автор (соавтор) более 100 научных публикаций.
Награжден Офицерским крестом ордена Возрождения Польши (1999).
Умер 17 марта 2024, похоронен на кладбище Солипси.
Сочинения:
- Stem cell research as a base for reconstructive medicine. Janusz Komender. Ann Transplant. 2003.
- Osteogenic cell contact with biomaterials influences phenotype expression. Cell and Tissue Banking. February 2005. Dorota Kudelska-Mazur, Malgorzata Lewandowska-Szumiel, Michał Mazur, Janusz Komender.
- Bone mineral density in adolescent girls with anorexia nervosa: A cross-sectional study. European Child & Adolescent Psychiatry. May 2002.Gabriela Jagielska, T Wolanczyk, J Komender.
- Bone mineral content and bone mineral density in adolescent girls with anorexia nervosa — A longitudinal study. September 2001. Acta Psychiatrica Scandinavica. Gabriela Jagielska, Tomasz Wolańczyk, J Komender, Kacper Ostrowski.
- Interaction between carbon composites and bone after intrabone implantation. February 1999. Journal of Biomedical Materials Research. Malgorzata Lewandowska-Szumiel, Janusz Komender, Jan Chłopek.